# Nota bene
Nota bene е известен латински израз, който буквално означава „отбележи добре“ – nota е сегашен императив за второ лице, единствено число на глагола notāre, а bene е наречието добре. Съкратената му форма е N.B. Среща се често в полето на текста в книги или записки, за да насочи вниманието на читателя към най-важните и значими твърдения. Множественото число е notate bene, отбележете добре. За първи път се появява около 1721 година.